# Libnotes poecila
Libnotes poecila är en tvåvingeart som först beskrevs av Alexander 1920.  Libnotes poecila ingår i släktet Libnotes och familjen småharkrankar.
Artens utbredningsområde är Ghana. Inga underarter finns listade i Catalogue of Life.